# Now Playing
Now Playing è un manga scritto e disegnato da Hifumi. Iniziato come un capitolo unico pubblicato su Gangan Online, è stato poi serializzato sulla rivista dal 20 novembre 2014 fino al 21 aprile 2016. Successivamente, è stato raccolto in quattro volumi tankōbon editi da Square Enix.

## Trama
Azuma Shinonome è un liceale che non è riuscito a farsi degli amici, e viene maltrattato, quando non ignorato, dai compagni di classe. Un giorno, incontra però uno studente appena trasferito, Sai Saionji, che riconosce le sue potenzialità, e lo invita a entrare nel club scolastico di teatro. Lì, Azuma imparerà ad esprimersi e parlare con gli altri, in un ambiente pieno di persone peculari e drammatiche, e come affrontare i suoi compagni di classe.

## Personaggi
Azuma Shinonome (東雲 東?, Shinonome Azuma)
Protagonista della storia, è un timido ragazzo dai capelli neri che fatica a esprimersi e a farsi valere. Entrando nel gruppo di teatro sotto la guida di Sai, inizia però a capire come parlare con gli altri, quali trucchetti vengono usati per farsi valere ed essere un buon comunicatore, e soprattutto nel vedere oltre le maschere degli altri. Il club di teatro è il primo posto in cui si farà degli amici e si troverà a suo agio.
Sai Saionji (西園寺 彩?, Saionji Sai)
Eccentrico sceneggiatore del club di teatro, è una persona a cui non importa che cosa pensano gli altri, ma si diverte piuttosto a stuzzicarli e ad osservarne le reazioni. Ha fortissimi sbalzi d'umore, ma nonostante questo è una persona calcolatrice, e per questo imprevedibile. Prende un particolare interesse in Azuma, che vuole spingere ai suoi limiti.
Ranko Oginome (荻ノ目 蘭子?, Oginome Ranko)
Presidente del club di teatro, è una persona tirannica ed eccentrica nella gestione del club, ma è comunque responsabile e tenta sempre di difendere i membri e di prendersi tutte le responsabilità del gruppo.
Takuma Suou (周防 拓磨?, Suou Takuma)
Vicepresidente del club di teatro, appare in prima vista sottomesso al volere degli altri, ma è in realtà una persona a cui piace osservare e fotografare i segreti degli altri. Nonostante questo suo hobby, però, è una persona generosa che si preoccupa dei suoi amici.
Gou Shichiriki (七力 剛?, Shichiriki Gou)
Segretario del club di teatro, pur avendo un aspetto e una voce possente ama le cose carine e i manga shoujo. Ha paura che qualcuno scopri la sua passione, e per questo si presenta sempre come una persona da temere.

## Pubblicazione
Now Playing è stato pubblicato digitalmente sulla rivista Gangan Online, originariamente come un capitolo unico e poi esteso come serie regolare, dal 20 novembre 2014 fino al 21 aprile 2016. Successivamente, è anche stato raccolto in quattro volumi da Square Enix.
Il manga è anche stato portato in America da Yen Press, esclusivamente in digitale, dal 25 luglio 2017 al 30 gennaio 2018.

### Volumi
| Nº | Data di prima pubblicazione | Data di prima pubblicazione | Data di prima pubblicazione |
| Nº | Giapponese                  | Giapponese                  |                             |
| -- | --------------------------- | --------------------------- | --------------------------- |
| 1  | 22 maggio 2015              | ISBN 978-4-75-754617-2      |                             |
| 2  | 19 settembre 2015           | ISBN 978-4-75-754717-9      |                             |
| 3  | 22 febbraio 2016            | ISBN 978-4-75-754884-8      |                             |
| 4  | 21 maggio 2016              | ISBN 978-4-75-754976-0      |                             |